# Troglobochica jamaicensis
Espèce
Troglobochica jamaicensis est une espèce de pseudoscorpions de la famille des Bochicidae.

## Distribution
Cette espèce est endémique de Jamaïque. Elle se rencontre dans la grotte Jackson Bay Great Cave à Jackson Bay.

## Description
Le mâle holotype mesure 4,08 mm.

## Étymologie
Son nom d'espèce, composé de jamaic[a] et du suffixe latin -ensis, « qui vit dans, qui habite », lui a été donné en référence au lieu de sa découverte, la Jamaïque.

## Publication originale
- Muchmore, 1984 : Troglobochica, a new genus from caves in Jamaica, and redescription of the genus Bochica Chamberlin (Pseudoscorpionida, Bochicidae). Journal of Arachnology, vol. 12, no 1, p. 61-68 (texte intégral).